# Jean Édouard Adam
Jean Édouard Adam, nascut a Rouen l'11 d'octubre de 1768 i traspassat a Montpeller l'11 de novembre de 1807, va ser un químic i físic francès que va inventar un mètode de destil·lació del vi que va revolucionar la producció de licors en el sud de França, aportant-li la prosperitat econòmica.
La construcció d'un aparell de destil·lació capaç d'obtenir un aiguardent d'una riquesa alcohòlica considerable (70º - 90°) en una sola operació i amb poca despesa energètica era un objectiu important a finals del segle xviii, i una clara demanda per part dels licoristes i comerciants d'esperits de vi. Jean Édouard Adam va patentar un important aparell que posava en contacte els vapors destil·lats amb els líquids "flemàtics", de manera que es produïa un enriquiment progressiu de la concentració alcohòlica, en un procés anomenat rectificació. Aquesta íntima mescla de líquid i vapor s'obtenia en uns recipients anomenats "ous" que havien estat originàriament concebuts al laboratori pel químic anglès Peter Woulfe amb la finalitat d'obtenir dissolucions de gasos en líquids.
El disseny de Peter Woulfe fou la inspiració de la fabricació a gran escala de l'enginyós aparell d'Adam construït al laboratori de Química de la Facultat de Medicina de Montpeller. Adam efectuà una demostració el 29 de març de 1801 davant del prefecte de l'Hérault i d'una comissió formada per professors de la Universitat i de "l'École Centrale". Es tractava d'un aparell complex i gran, amb un conjunt de recipients esfèrics que propiciaven diferents equilibris entre el vapor ric en components volàtils i el líquid vinós per a aconseguir una rectificació eficaç. Els seus elements més innovadors eren la utilització del vapor com a element de calefacció per analogia a les propostes de transmissió de calòric de Benjamin Thompson, el comte de Rumford, la condensació parcial i regulable del vapor a través del seu contacte amb el vi dipositat en els recipients esfèrics, i la possibilitat de controlar el grau alcohòlic dels vapors en funció del nombre "d'ous" que s'utilitzaven.